# DeMar DeRozan
DeMar Darnell DeRozan (Compton, 1989. augusztus 7. –) amerikai kosárlabdázó, aki a Sacramento Kings játékosa, a National Basketball Associationben (NBA). Egyetemben a USC Trojans csapatában játszott és a 2009-es NBA-drafton a Toronto Raptors választotta a kilencedik helyen. Hatszoros NBA All Star és kétszer is beválasztották az All-NBA csapatokba. Kilenc évig volt a Raptors játékosa, amely alatt ötször is szerepeltek a rájátszásban. 2018-ban a Spurshöz küldték Kawhi Leonardért cserébe. A 2014-es világbajnok és a 2016-os olimpiai bajnok amerikai válogatott tagja volt.

## Középiskolai pályafutása
DeRozan a Comptoni Középiskolában végezte tanulmányait és a 2008-ban végző évfolyam egyik legjobbjának tartották, a Rivals.com 3., míg a Scout.com 6. helyre helyezte az egész országban.
Mind a négy középiskolás évében az iskola legerősebb csapatának tagja volt. Elsőévesként 26.1 pontot és 8.4 lepattanót átlagolt, amelyet a következő évben 22.6 pontra és 8.4 lepattanóval követett. Tizenegyedikben 22.3 pontja, 7.8 lepattanója, 3 gólpassza és 3.2 labdaszerzése volt meccsenként.
Végzős évében 29.2 pontot és 7.9 lepattanót átlagolt, DeRozan vezetésével 26 mérkőzést nyert meg iskolája, míg csak hatot vesztett, sorozatba másodjára elnyerve a Moore League MVP díját és beválasztották a Kalifornia Állami csapatba. Tagja volt a 2008-as McDonald’s All-American csapatnak, ahol a Slam Dunk versenyt is megnyerte. Meghívták ugyanazon év Jordan Brand Classic mérkőzésére a Madison Square Gardenbe és a Nike Hoop Summitra, ahol a csapatában legtöbb, 17 pontot szerzett. Pályán elért sikereiért helyet kapott a Parade All-American és a A nyugat első legjobb csapata listákon.

## Egyetemi pályafutása

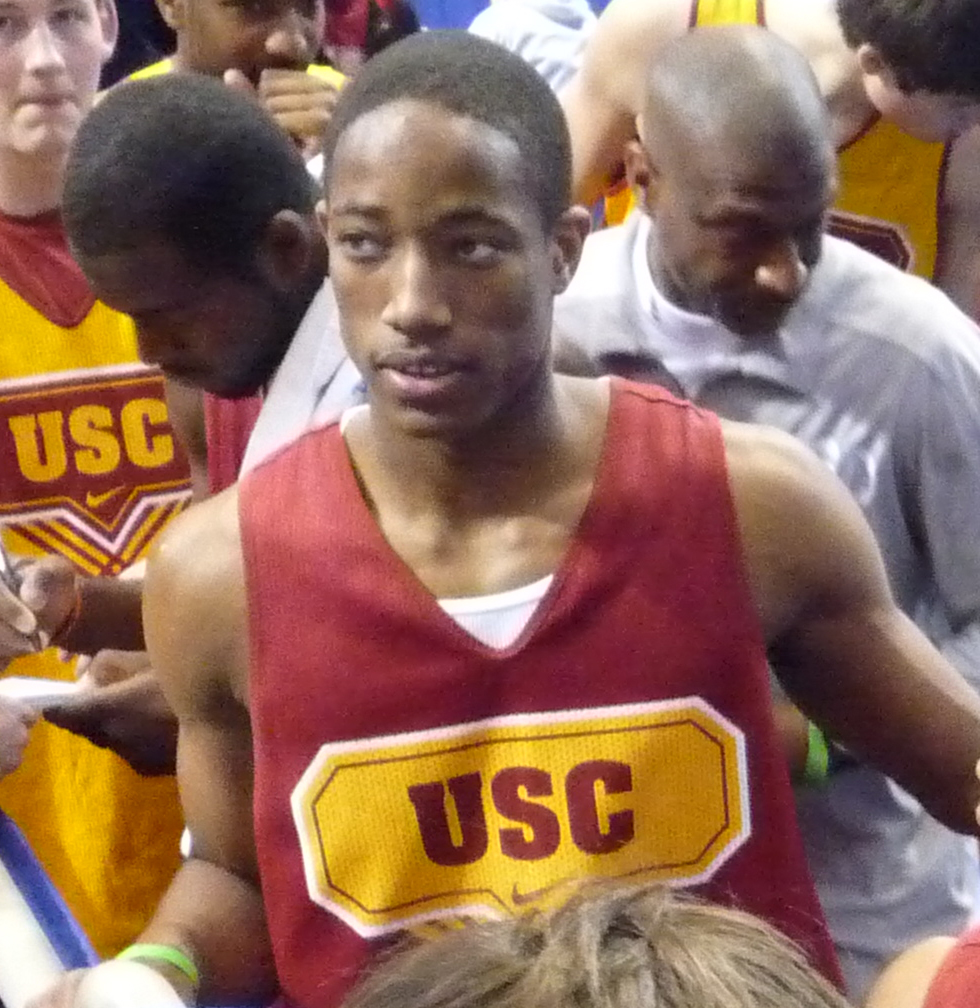
A 19 éves DeRozan a Trojans színeiben, az NCAA tornán.

2007 novemberében DeRozan aláírt a Dél-kaliforniai Egyetem kosárlabdacsapatához, amelyet az Arizona State és az Észak-Karolina helyett választott.
Az első mérkőzésén a Trojans színeiben ő szerezte a csapat legtöbb pontját, 21-et, hét lepattanó mellett, az Azusa Pacific elleni 85–64 arányú győzelem során, a Galen Centerben. Az első alapszakaszban játszott mérkőzésén a UC Irvine ellen 14 pontot tudott szerezni, csapata győzött. A Pac-10 torna elődöntőjében 21 pontot és akkori karriercsúcs 13 lepattanót szerzett a UCLA ellen, mielőtt karriercsúcs 22 pontja lett volna (16 mezőnygól próbálkozásból) az Arizona State elleni 61–49 arányú győzelem során a döntőben. Ezen teljesítményeinek köszönhetően beválasztották a Pac-10 Elsőéves csapatba és megválasztották a torna legértékesebb játékosának. A Trojans a 10. helyezettként jutott be a 2009-es NCAA Division I férfi kosárlabdatornára, ahol a második fordulóban kiestek a Michigan State ellen.
DeRozan kezdő volt a Trojans összes mérkőzésén a szezonban, 35 meccsen huszonnyolcszor is két számjegyű pontot szerzett, négy dupladupla mellett. A csapat harmadik legjobb pontszerzője (13,9) és gólpasszadója (1,5) volt, míg második helyen végzett lepattanókban (5,7) és hatékonyságban (52,3%, a harmadik legjobb a főcsoportban). Az USC öt rájátszásban játszott mérkőzésén 19.8 pontot átlagolt. 485 szerzett pontja az egyetemen a harmadik legjobb, míg 201 lepattanója minden idők legtöbbje az elsőévesek között.

## Profi pályafutása

### 2009–2018: Toronto Raptors

#### 2009–2013: Első évek

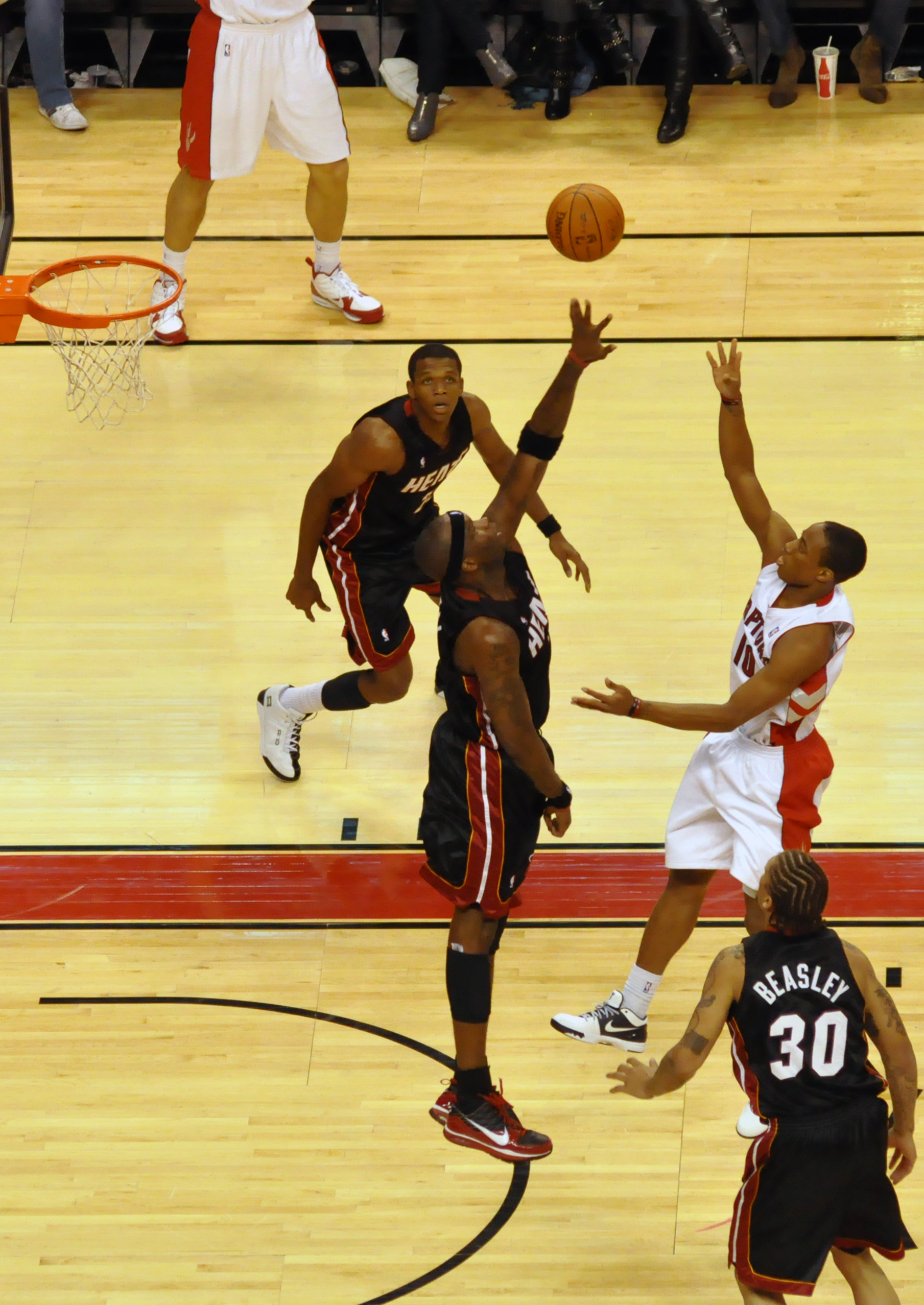
DeRozan (fehérben) egy 2009-es mérkőzésen.

2009. április 8-án DeRozan bejelentette, hogy részt fog venni a 2009-es NBA-drafton és feladja fennmaradó három évét a USC-ben. 2009. június 25-én az első körben, a kilencedik helyen választotta a Toronto Raptors. Elmondta, hogy az egyik indoka arra, hogy csak egy év után elhagyta a USC-t az NBA-ért, az volt, hogy lupusban szenvedő anyját jobban el tudja látni.
2009. július 29-én DeRozan aláírta újonc szerződését a Raptors-szal. A negyedik résztvevő volt a 2010-es 2010 Sprite Slam Dunk Competitionben, amelyen második lett a háromszoros bajnok Nate Robinson ellen. A végső eredmény 50% és 49% volt. DeRozant 2011-ben is beválasztották a versenybe, Brandon Jennings sérülését követően. Harmadik lett.
2010. december 31-én DeRozan akkori karriercsúcs 37 pontot szerzett a Houston Rockets ellen. A következő három évben még kétszer elérte ezt az eredmény, 2012. november 12-ben a Utah Jazz ellen és 2013. november 15-én a Chicago Bulls ellen.

#### 2013–2014: Első All Star-szereplések
2014. január 22-én DeRozan akkori karriercsúcs 40 pontot szerzett a Dallas Mavericks ellen, 22 mezőnygól-próbálkozásból. Január 30-án beválasztották a 2014-es All Star-gálára, cserejátékosként a keleti főcsoportból. A mérkőzésen 8 pontja, 3 lepattanója és 2 gólpassza volt 15 perc alatt. Február 1-én 36 pontja és karriercsúcs 12 gólpassza volt a Portland Trail Blazers elleni vereség során. 2008 óta ebben az évben először jutott a rájátszásba a Raptors, amelyet egy Boston Celtics elleni győzelemmel biztosítottak be, március 28-án, amelyik mérkőzésen 30 pontja, 3 lepattanója, 4 gólpassza és egy labdaszerzése volt. Április 13-án 30 pontot szerzett a Detroit Pistons elleni győzelem alkalmával, amellyel a Raptors történetében a legtöbb, 47 mérkőzést nyert meg a szezonban a csapat.
DeRozannak a 2013–2014-es szezon nagy áttörést jelentett, karriercsúcs 22.7 pontot, 4 gólpasszt, 4.3 lepattanót és 30%-os hárompontos hatékonyságot átlagolt. Ezek mellett negyedik lett az összes szerzett büntetődobás között és hetedik a büntető-próbálkozásokban. A Raptors harmadik lett a keleti főcsoportban, 48 mérkőzést megnyerve.
Első rájátszás mérkőzésén a Brooklyn Nets ellen, 2014. április 14-én, 14 pontja volt, mindössze három mezőnygólt szerzett és csapata kikapott. A második mérkőzésen DeRozan jobban teljesített, 30 pontja volt 9 mezőnygólból és 100–95 arányban nyert a kanadai csapat. Április 25-én 30 pontot, 5 lepattanót és gólpasszt szerzett a vereség során. Ezzel a 30 pontos mérkőzéssel ő lett az első Raptor, aki egymás után két rájátszás-meccsen is meg tudta ezt tenni és az első Vince Carter óta, aki több meccsen is 30 pontot szerzett. A Raptors hét mérkőzés után kapott ki a Netstől.

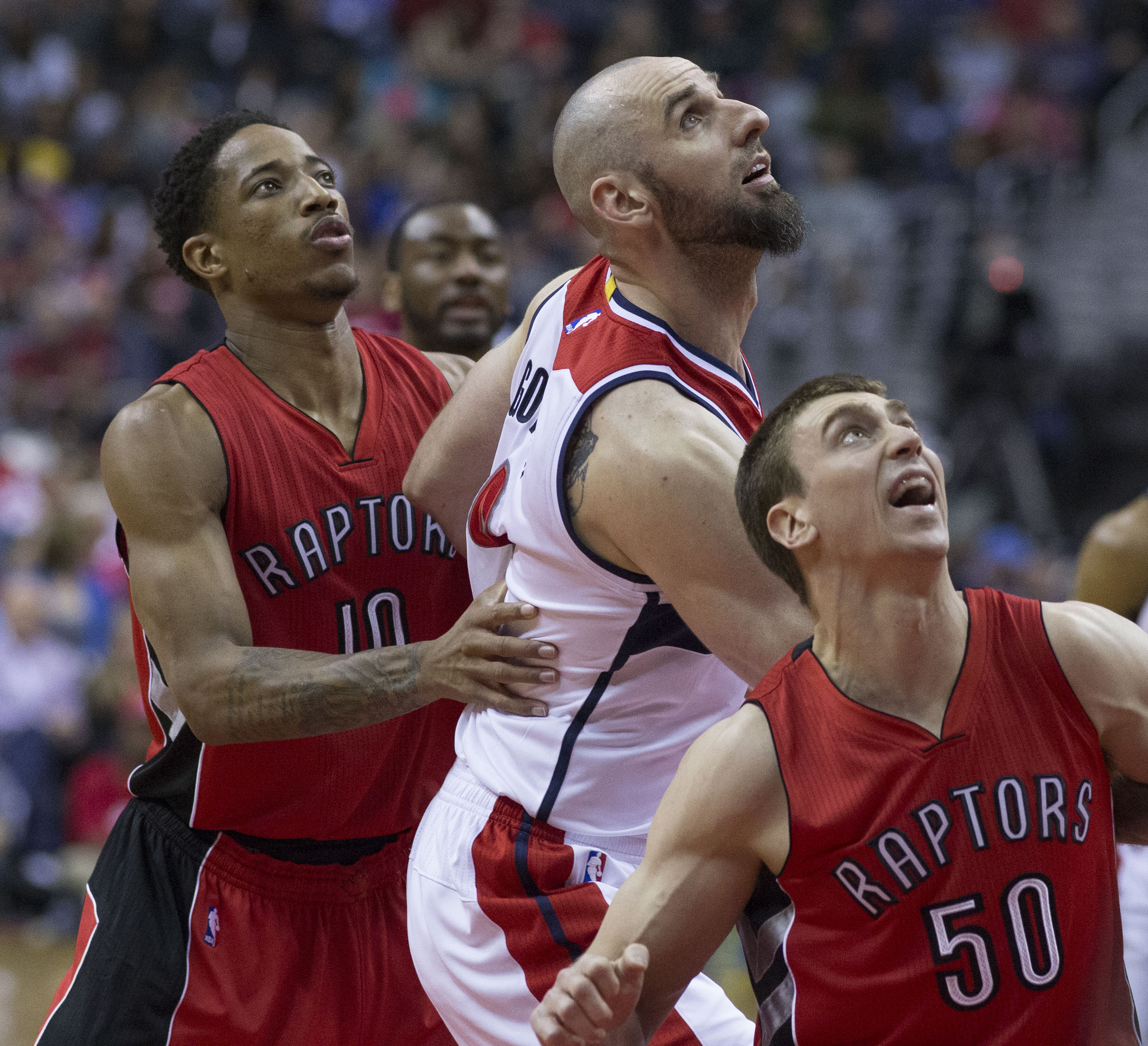
DeRozan (balra) a 2014–2015-ös szezon rájátszásának első fordulójának negyedik mérkőzésén.

A 2014–2015-ös szezon nyitómérkőzésén az Atlanta Hawks ellen több karriercsúcsot is elért, 11 lepattanóval és hat labdaszerzéssel. November 28-án megsérült, elszakadt a baloldali hosszú közeli izma, a Dallas Mavericks elleni mérkőzésben, 8:23-nál a harmadik negyedben. 2015. január 14-én tért vissza, 20 pontot szerzett a Philadelphia 76ers elleni 100–84 arányú győzelem során. Március 30-án karriercsúcs 42 pontja volt a Houston Rockets ellen. Április 17-én mindössze a harmadik játékosként a Raptors történetében, Kyle Lowry és Chris Bosh után, megválasztották a keleti főcsoport hónap játékosának.
Április 24-én, a harmadik mérkőzésen a rájátszás első fordulójában a Washington Wizards ellen DeRozan rájátszás-karriercsúcs 32 pontot szerzett. Az első negyedben szerzett 20 pontja franchise-rájátszásrekord, Vince Carter 19 pontját előzte meg.

#### 2015–2016: Főcsoportdöntő
2015. november 10-én DeRozan akkori szezoncsúcs 29 pontot szerzett a New York Knicks elleni vereség során. Ezzel Chris Bosh (2009–2010) óta az első Raptor lett, aki a szezon első nyolc mérkőzésén legalább 15 pontot tudott szerezni. December 14-én DeRozant megválasztották a keleti főcsoport hét játékosának, először hét éves karrierjében és hetedik játékosként a Raptors történetében. Január 8-án szezoncsúcs 35 pontit szerzett a Washington Wizards elleni 97–88 arányú győzelem során. Január 28-án All Starnak választották a keleti főcsoport cserepadjára, amellyel három éven belül másodjára érdemelte ki az elismerést. Február 2-án DeRozant és Kyle Lowryt megválasztották január hónap játékosainak a keleti főcsoportban. A párosnak köszönhetően a Raptors 12 mérkőzést nyert meg, 2 elvesztett mellett, amibe tartozott egy 11 meccses győzelmi sorozat. Február 22-én DeRozan lett a legtöbb mérkőzést nyerő játékos a Raptors történetében, megelőzve Chris Bosh és Morris Peterson 222 mérkőzéses győzelmi rekordját. Március 4-én szezoncsúcs 38 pontot szerzett a Portland Trail Blazers elleni 117–115 arányú győzelem alkalmával. Ezen a mérkőzésen beállított egy NBA-rekordot a legtöbb sorozatban szerzett büntetődobásért egy mérkőzésen, huszonnéggyel. Március 12-én 38 pontja, 10 lepattanója és 7 gólpassza volt a Miami Heat elleni győzelem során. Március 30-án 26 pontot szerzett az Atlanta Hawks elleni 105–97 arányú győzelem során, amellyel a Raptors először nyert meg ötven mérkőzést egy szezonban a csapat történetében. Április 10-én 27 pontja volt a New York Knicks ellen New Yorkban, amellyel megdöntötték a csapat-rekordot a legtöbb idegenbeli győzelemért, 23-mal. Ebben a szezonban megelőzte Vince Cartert a Raptors pontszerzési örökranglistáján, így már csak Bosh állt előtte.
A Raptors a szezont a keleti főcsoport másodikjaként zárta, 56 megnyert mérkőzéssel. A rájátszás első fordulójában a Raptors a hetedik Indiana Pacersszel játszott és az ötödik mérkőzésen, április 26-án DeRozan 34 pontot szerzett, amelynek köszönhetően a kanadai csapat 3–2 arányú előnyt szerzett. A sorozat hetedik mérkőzésén 30 pontja volt, amivel a Raptors először nyert meg egy hét meccses sorozatot a csapat történetében. A 4–3-as győzelmet követően a Raptors a Miami Heat ellen játszott a második fordulóban. A sorozat ötödik mérkőzésén DeRozan 34 pontot szerzett, amely győzelemmel a Raptors 3–2 arányú előnyt szerzett. A Heat megnyerte a hatodik mérkőzést, a hetediken DeRozannak 28 pontja volt, amellyel 116–89-re megverték a Heatet. A franchise történetében először a főcsoportdöntőbe jutott a csapat. A Cleveland Cavaliers elleni sorozat negyedik mérkőzésén 32 pontot szerzett, amellyel a Raptors kiegyenlítette az állást, 2–2-re. Ezt követően elvesztették a következő két meccset és kiestek a rájátszásból.

#### 2016–2017: All-NBA-elismerések

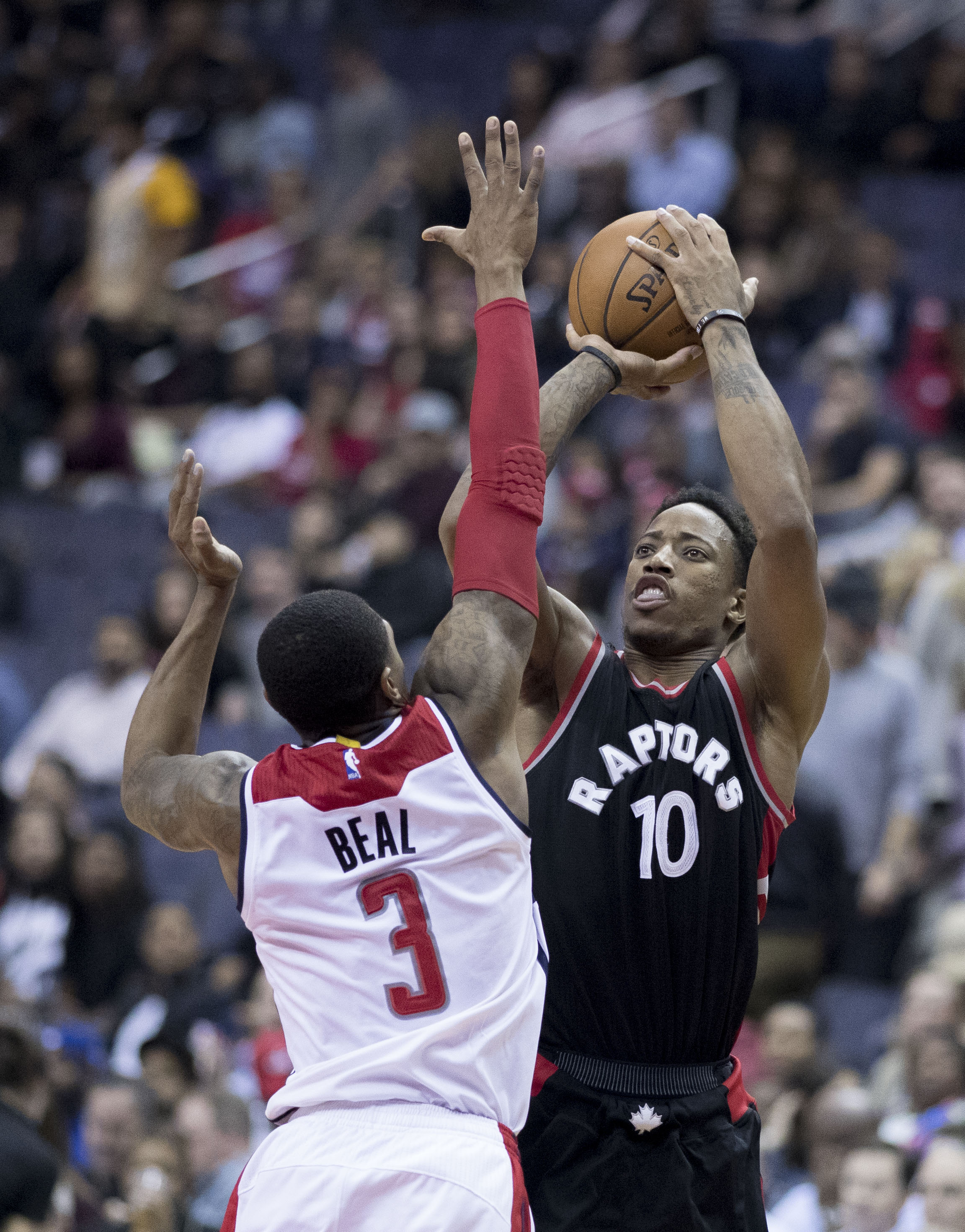
DeRozan Bradley Beal ellen 2016-ban.

2016. július 14-én DeRozan szerződést hosszabbított kanadai csapatával, öt évre, 139 millió dollárért. A Raptors szezonnyitóján pályafutásának harmadik 40 pontos mérkőzését játszotta, a Detroit Pistons elleni 109–91 arányú győzelem alkalmával. Két nappal később 32 pontja volt a Cleveland Cavaliers csapata ellen. Ezzel az összesen 72 ponttal megdöntötte Vince Carter franchise-rekordját (65 pont) a legtöbb szerzett pontért a szezon első két mérkőzésén, amelyet Carter a 2003–2004-es szezon elején állított be. Az október 31-én játszott Denver Nuggets elleni mérkőzésen DeRozan 33 pontot szerzett, amellyel az első Raptor lett, aki a szezont három legalább 30 pontos mérkőzéssel indította. A november 2-i Washington Wizards elleni 40 pontos meccsével beállította Mike James csapat-rekordját, sorozatban négy 30 pontos mérkőzésért. Két nappal később meg is döntötte a rekordot, mikor 34 pontja volt a Miami Heat ellen. Ez az öt mérkőzés a legjobb szezonkezdés volt Michael Jordan óta, aki az 1986–1987-es szezonban az első hat mérkőzésen dobott legalább 30 pontot. November 12-én 33 pontot szerzett a New York Knicks ellen, nyolcadik 30 pontos mérkőzése kilenc meccsen belül, amellyel mindössze a negyedik játékos lett, aki ezt elérte, Michael Jordan, World B. Free és Tiny Archibald után. Négy nappal később 34 pontja volt a Golden State Warriors ellen, amellyel az első NBA játékos lett Michael Jordan óta 1987-ben, aki csapatának első 11 mérkőzéséből kilencen legalább 30 pontot tudott szerezni. DeRozan hat mezőnygóljával a Los Angeles Lakers ellen december 2-án megelőzte Vince Cartert (3536) a Raptors örökranglistáján szerzett mezőnygólokért, csak Chris Bosh (3614) állt előtte. December 28-án 29 pontot szerzett a Warriors ellen és a Toronto minden idők legtöbb pontot szerző játékosa lett, 10290 ponttal.
2017. január 8-án DeRozan 36 pontot szerzett a Houston Rockets elleni 129–122 arányú vereség alkalmával, karriercsúcsot beállítva, tizennyolcadik 30 pontos mérkőzésén a szezonban. Két nappal később szezoncsúcs 41 pontot szerzett, karriercsúcs 13 lepattanó mellett, a Boston Celtics ellen. Január 19-én DeRozant beválasztották a keleti főcsoport All Star-kezdőcsapatába, amellyel mindössze a negyedik Raptors játékos lett, akinek ez sikerült, Vince Carter, Chris Bosh és Kyle Lowry után. 2017. február 6-án, miután kihagyta csapata előző hét mérkőzését bokasérüléssel, 31 pontot szerzett a Los Angeles Clippers ellen, 50 százalékos hatékonysággal. Február 24-én karriercsúcs 43 pontja volt, 2015-ös Houston ellen szerzett csúcsát előzte meg. Miután 42 pontja volt a Bulls ellen március 21-én, 40-et szerzett két nappal később, amellyel először volt egymás utáni két meccsen legalább 40 pontja. Március 31-én 40 pontja volt az Indiana Pacers elleni 111–100 arányú győzelem alatt. Ez volt hetedik 40 pontos mérkőzése a szezonban és harmincadik, amelyen legalább 30 pontja volt, ezzel beállítva Vince Carter 2000–2001-es franchise-rekordját. A Miami ellen szerzett 38 pontjával megdöntötte a rekordot, április 7-én. Április 9-én a New York Knicks ellen dobott 35 pontjával a második játékos lett a csapat történetében, aki 2000 pontot szerzett egy szezonban (Carter 2107-et szerzett 1999–2000-ben és 2070-et 2000–2001-ben). Ez a győzelem a csapat ötvenedikje volt a szezonban, amellyel harmadik lett a Raptors a keleti főcsoportban. Az évadot karriercsúcs 2020 ponttal zárta, míg a meccsenként átlagolt 27.3 pontja a második legjobb volt a csapat történetében (Carter mögött).
2017. április 27-én 32 pontot szerzett a Milwaukee Bucks ellen, amellyel a Raptors megnyerte a rájátszás első fordulóját, hat mérkőzésen belül. A Cavaliers négy mérkőzésen belül megverte a csapatot a második fordulóban. A Raptors összes rájátszás-mérkőzésén szerepelt, 22.4 pontot, 4.9 lepattanót, 3.4 gólpasszt és 1.4 labdaszerzést átlagolt. 2017. május 18-án pályafutásában először beválasztották a Harmadik All-NBA csapatba.

#### 2017–2018: Utolsó szezon Torontóban

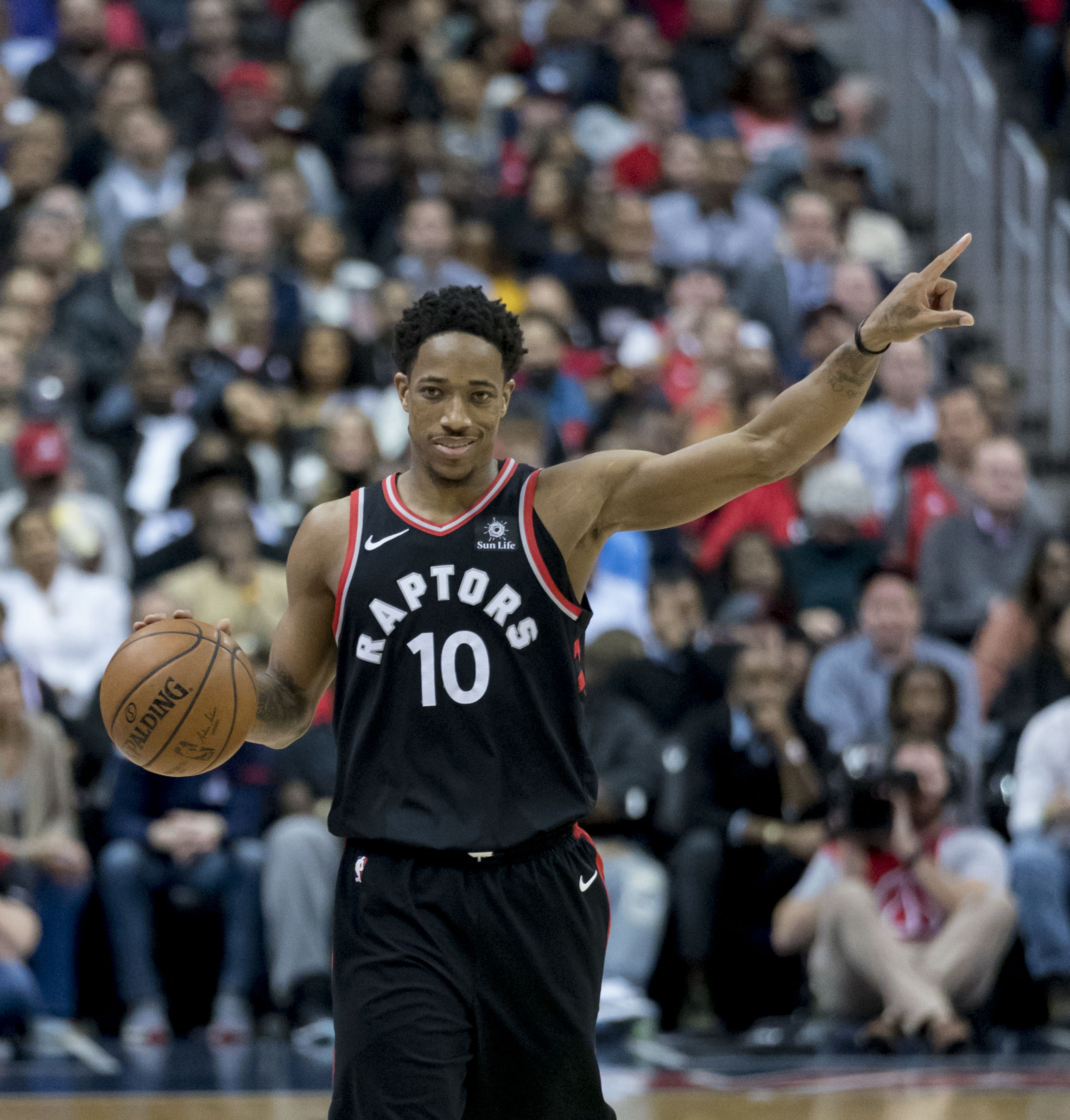
2018-ban a Wizards ellen.

2017. november 3-án DeRozan 37 pontot szerzett a Utah Jazz elleni 109–100 arányú győzelem során, amelyből 17 pontot és pályafutásának harmadik négy pontos támadását a harmadik negyedben szerezte. 2017. december 13-án beállította szezoncsúcsát, a Phoenix Suns elleni mérkőzésen, 37 ponttal. 2017. december 21-én karriercsúcs 45 pontja volt a Philadelphia 76ers ellen, amely mérkőzésen szerzett hárompontosokból is karriercsúcsot állított be hattal, kilenc próbálkozásból. 2018. január 1-én csapatrekord 52 pontja volt a Milwaukee Bucks elleni 131–127 arányú győzelem során, amely mérkőzésen a Raptors beállította a franchise 12 mérkőzéses győzelmi rekordsorozatát. Ő lett a harmadik játékos a Raptors történetében, aki átlépte az 50 pontot egy mérkőzésen, Vince Carter és Terrence Ross után. 2018. január 8-án 35 pontot szerzett, amelyek közé tartozott egy hárompontos 26.1 másodperccel a mérkőzés vége előtt, amivel a Raptors legyőzte a Brooklyn Netset, 114–113-ra. 2018. január 13-án 42 pontja volt a Golden State Warriors elleni vereség közben. Öt nappal később beválasztották a keleti All Star kezdőcsapatba, sorozatban másodjára. Ezzel az elismeréssel neki volt a harmadik legtöbb All Star-szereplése a csapat történetében, Vince Cartert és Chris Bosht követően, akiket ötször-ötször választottak be a gálára. 2018. február 1-én a hónap játékosának választották a keleti főcsoportban januárra. Másnap 35 pontot szerzett a Portland Trail Blazers elleni 130–105 arányú győzelem során. DeRozan 50%-os hatékonysággal játszott. 2018. március 7-én 42 pontja volt a Detroit Pistons ellen.
A Raptors első fordulós rájátszás sorozatának második mérkőzésén a Washington Wizards ellen rájátszás-karriercsúcs 37 pontot szerzett, amivel a Toronto 2–0-ás vezetést szerzett, először a csapat történetében. Tizenkettedik 30 pontos meccse volt a rájátszásban. A negyedik mérkőzésen 35 pontja, hat gólpassza és hat lepattanója volt. A Raptors hat mérkőzés alatt nyerte meg a sorozatot. A második fordulóban a Cleveland Cavaliers elsöpörte a csapatot. DeRozant beválasztották a Második All-NBA csapatba.

### 2018–2021: San Antonio Spurs
2018. július 18-án a Raptors DeRozant, Jakob Poeltlt és egy 2019-es védett első köri draftválasztást a San Antonio Spursbe küldött, Kawhi Leonardért és Danny Greenért cserébe. Annak ellenére, hogy DeRozan általánosan nem teljesített jól a rájátszásban és, hogy magas összegű szerződése volt, a megegyezést eredetileg nem kedvelték a Raptors rajongók, mivel nagy kedvencnek számított a városban és a csapat elnöke, Masai Ujiri nem egyeztetett vele a cseréről.
Első mérkőzése a Spurs színeiben 2018. október 17-én volt és 28 pontot szerzett a Minnesota Timberwolves elleni 112–108 arányú győzelem során. Október 22-én 32 pontja és 14 gólpassza volt a Los Angeles Lakers ellen. Egy héttel később 34 pontot dobott, kilenc gólpassz mellett a Dallas Mavericksnek. November 3-án 26 pontja volt, amellyel a csapat első nyolc mérkőzéséből heten is legalább 25 pontot szerzett. Az egyetlen Spurs játékos, akinek ez sikerült korábban George Gervin volt, az 1978–1979-es szezonban. A Houston Rockets ellen játszott novemberi mérkőzésen David Robinson óta ő lett az első Spurs játékos, aki legalább tíz pontot szerzett csapata első 22 meccsén. December 2-án szezoncsúcs 36 pontja volt a Portland Trail Blazers elleni 131–118 arányú győzelem során. Öt nappal később 36 pontot dobott a Lakers ellen. Január 3-án szerezte első tripladupláját karrierjében, 21 ponttal, 14 lepattanóval és 11 gólpasszal, a Toronto Raptors ellen. Tim Duncan óta ő lett az első Spurs játékos, aki hazai pályán ezt elérte és az első, akinek egy félidőben sikerült legalább 15 pontot, 10 gólpasszt és 10 lepattanót szerezni.
Karrierjét San Antonioban viszonylag sikertelenül zárta, mindössze egyszer szerepelt a csapat a rájátszásban.

### 2021–napjainkig: Chicago Bulls
2021. augusztus 21-én a Chicago Bulls leszerződtette DeRozant.
Október 20-án lépett először pályára a Bulls színeiben, 17 pontja, 7 lepattanója, 2 gólpassza és 3 labdaszerzése volt a Detroit Pistons ellen. November 1-én 37 pontot szerzett, 75%-os hatékonysággal, 7 lepattanó mellett, amellyel a Bulls 19 pontos hátrányból megverte a Boston Celtics csapatát 128–114-re. Ezt a pontszerzési teljesítményt megismételte két nappal később, 10 lepattanóval együtt, a Philadelphia 76ers ellen. December 31-én a játékidő lejárta után nyerte meg a mérkőzést egy hárompontossal az Indiana Pacers ellen a Bullsnak. A dobást sokan Kobe Bryanthez hasonlították, aki DeRozan példaképe volt. Másnap, január 1-én 28 pontja volt és ismét egy utolsó utáni pillanatban szerzett hárompontossal szerezte meg a győzelmet csapatának, 120–119-re. Az első NBA-játékos lett, aki egymást követő napokon meccsdöntő pontokat szerzett, a játékidő lejárta után.

## Statisztikák
A Basketball Reference adatai alapján.

### Egyetem
| Év      | Csapat | JM | KM | JP/M | MG%  | 3P%  | BD%  | LP/M | GP/M | L/M | B/M | P/M  |
| ------- | ------ | -- | -- | ---- | ---- | ---- | ---- | ---- | ---- | --- | --- | ---- |
| 2008–09 | USC    | 35 | 35 | 33.4 | .523 | .167 | .646 | 5.7  | 1.5  | .9  | .4  | 13.9 |

### NBA

#### Alapszakasz
| Év       | Csapat            | JM   | KM   | JP/M  | MG%  | 3P%  | BD%  | LP/M | GP/M | L/M | B/M | P/M  |
| -------- | ----------------- | ---- | ---- | ----- | ---- | ---- | ---- | ---- | ---- | --- | --- | ---- |
| 2009–10  | Toronto Raptors   | 77   | 65   | 21.6  | .498 | .250 | .763 | 2.9  | .7   | .6  | .2  | 8.6  |
| 2010–11  | Toronto Raptors   | 82   | 82   | 34.8  | .467 | .096 | .813 | 3.8  | 1.8  | 1.0 | .4  | 17.2 |
| 2011–12  | Toronto Raptors   | 63   | 63   | 35.0  | .422 | .261 | .810 | 3.3  | 2.0  | .8  | .3  | 16.7 |
| 2012–13  | Toronto Raptors   | 82   | 82   | 36.7  | .445 | .283 | .831 | 3.9  | 2.5  | .9  | .3  | 18.1 |
| 2013–14  | Toronto Raptors   | 79   | 79   | 38.2  | .429 | .305 | .824 | 4.3  | 4.0  | 1.1 | .4  | 22.7 |
| 2014–15  | Toronto Raptors   | 60   | 60   | 35.0  | .413 | .284 | .832 | 4.6  | 3.6  | 1.2 | .2  | 20.1 |
| 2015–16  | Toronto Raptors   | 78   | 78   | 35.9  | .446 | .338 | .850 | 4.5  | 4.0  | 1.0 | .3  | 23.5 |
| 2016–17  | Toronto Raptors   | 74   | 74   | 35.4  | .467 | .266 | .842 | 5.2  | 3.9  | 1.1 | .2  | 27.3 |
| 2017–18  | Toronto Raptors   | 80   | 80   | 33.9  | .456 | .310 | .825 | 3.9  | 5.2  | 1.1 | .3  | 23.0 |
| 2018–19  | San Antonio Spurs | 77   | 77   | 34.9  | .481 | .156 | .830 | 6.0  | 6.2  | 1.1 | .5  | 21.2 |
| 2019–20  | San Antonio Spurs | 68   | 68   | 34.1  | .531 | .257 | .845 | 5.5  | 5.6  | 1.0 | .3  | 22.1 |
| 2020–21  | San Antonio Spurs | 61   | 61   | 33.7  | .495 | .257 | .880 | 4.2  | 6.9  | .9  | .2  | 21.6 |
| 2021–22  | Chicago Bulls     | 76   | 76   | 36.1  | .504 | .352 | .877 | 5.2  | 4.9  | .9  | .3  | 27.9 |
| 2022–23  | Chicago Bulls     | 74   | 74   | 36.2  | .504 | .324 | .872 | 4.6  | 5.1  | 1.1 | .5  | 24.5 |
| 2023–24  | Chicago Bulls     | 79   | 79   | 37.8* | .480 | .333 | .853 | 4.3  | 5.3  | 1.1 | .6  | 24.0 |
| 2024–25  | Sacramento Kings  | 77   | 77   | 35.9  | .477 | .328 | .842 | 3.9  | 4.4  | .8  | .4  | 22.2 |
| Összesen | Összesen          | 1187 | 1175 | 34.6  | .469 | .300 | .842 | 4.4  | 4.1  | 1.0 | .3  | 21.3 |
| All Star | All Star          | 6    | 3    | 21.2  | .563 | .125 | .800 | 4.2  | 3.7  | .8  | .0  | 13.5 |

#### Play-in
| Év       | Csapat            | JM | KM | JP/M | MG%  | 3P%  | BD%  | LP/M | GP/M | L/M | B/M | P/M  |
| -------- | ----------------- | -- | -- | ---- | ---- | ---- | ---- | ---- | ---- | --- | --- | ---- |
| 2021     | San Antonio Spurs | 1  | 1  | 37.9 | .238 | -    | .909 | 3.0  | 3.0  | .0  | .0  | 20.0 |
| 2023     | Chicago Bulls     | 2  | 2  | 39.6 | .500 | .000 | .786 | 5.5  | 6.0  | .5  | 1.0 | 24.5 |
| 2024     | Chicago Bulls     | 2  | 2  | 42.6 | .514 | .500 | .800 | 4.5  | 6.5  | 1.0 | 1.0 | 22.0 |
| 2025     | Sacramento Kings  | 1  | 1  | 43.0 | .464 | .400 | .833 | 7.0  | 2.0  | 2.0 | .0  | 33.0 |
| Összesen | Összesen          | 6  | 6  | 40.9 | .451 | .375 | .833 | 5.0  | 5.0  | .8  | .7  | 24.3 |

#### Rájátszás
| Év       | Csapat            | JM | KM | JP/M | MG%  | 3P%  | BD%  | LP/M | GP/M | L/M | B/M | P/M  |
| -------- | ----------------- | -- | -- | ---- | ---- | ---- | ---- | ---- | ---- | --- | --- | ---- |
| 2014     | Toronto Raptors   | 7  | 7  | 40.3 | .385 | .333 | .899 | 4.1  | 3.6  | 1.1 | .3  | 23.9 |
| 2015     | Toronto Raptors   | 4  | 4  | 39.8 | .400 | .375 | .824 | 6.3  | 5.8  | 1.5 | .0  | 20.3 |
| 2016     | Toronto Raptors   | 20 | 20 | 37.3 | .394 | .154 | .813 | 4.2  | 2.7  | 1.1 | .2  | 20.9 |
| 2017     | Toronto Raptors   | 10 | 10 | 37.3 | .434 | .067 | .888 | 4.9  | 3.4  | 1.4 | .0  | 22.4 |
| 2018     | Toronto Raptors   | 10 | 10 | 35.4 | .437 | .286 | .811 | 3.6  | 4.0  | .5  | .6  | 22.7 |
| 2019     | San Antonio Spurs | 7  | 7  | 35.9 | .487 | .000 | .864 | 6.7  | 4.6  | 1.1 | .1  | 22.0 |
| 2022     | Chicago Bulls     | 5  | 5  | 40.6 | .411 | .000 | .867 | 5.4  | 4.8  | 1.8 | .4  | 20.8 |
| Összesen | Összesen          | 63 | 63 | 37.6 | .418 | .214 | .852 | 4.7  | 3.7  | 1.1 | .2  | 21.8 |

## Sikerek és elismerések

### Középiskola és egyetem
- All-Moore League Első csapat: 2006, 2007
- Los Angeles Times Első csapat: 2007
- Parade All-American Első csapat: 2008
- Long Beach Press-Telegram A nyugat első legjobb csapata: 2008
- McDonald’s All-American: 2008
- Jordan Brand All-American Classic: 2008
- Dél-kaliforniai Kosárlabdaedzők Szövetségének I-AA Év játékosa: 2008
- Állam csapat: 2008
- Pac-10 torna-bajnok: 2009
- Pac-10 torna Legkiemelkedőbb játékosa: 2009

### NBA
- All-NBA Második Csapat: 2018
- All-NBA Harmadik Csapat: 2017
- NBA All Star: 2014, 2016, 2017, 2018, 2022, 2023
- NBA All Star Rising Star: 2011
- NBA Keleti főcsoport hónap játékosa: 2015 áprilisa, 2016 januárja, 2018 januárja
- NBA Kelti főcsoport hét játékosa:
  - 2015. december 7–13.,
  - 2016. november 7–13., december 12–18.
  - 2017. január 9–15., március 20–26., november 13–19., december 18–24.
  - 2018. január 1–7., február 26. – március 4.,
  - 2021. november 29. – december 5., december 27. – 2022. január 2.
- NBA Nyugati főcsoport hét játékosa:
  - 2020. január 6–12.

#### Legjobb egyéni teljesítmények
| Statisztika  | Érték | Ellenfél                            | Date                                |
| ------------ | ----- | ----------------------------------- | ----------------------------------- |
| Pont         | 52    | Milwaukee Bucks                     | 2018. január 1.                     |
| Lepattanó    | 14    | Miami Heat Toronto Raptors          | 2018. november 7. 2019. január 3    |
| Gólpassz     | 14    | Los Angeles Lakers                  | 2018. október 22                    |
| Labdaszerzés | 6     | Atlanta Hawks Golden State Warriors | 2014. október 29. 2017. október 25. |
| Blokk        | 4     | Sacramento Kings                    | 2012. december 5.                   |

### Válogatott
- Világbajnok: 2014
- Olimpiai bajnok: 2016, Rio de Janeiro

### Visszavonultatott mezszámok
| Szám | Csapat      | Időszak   |
| ---- | ----------- | --------- |
| 10   | USC Trojans | 2008–2009 |

## Válogatottban
DeRozan tagja volt a 2014-es világbajnokságon aranyérmet szerző amerikai válogatottnak. Kilenc mérkőzésen 4.8 pontot, 1 lepattanót és 1.2 gólpasszt átlagolt. Később képviselte országát a 2016-os nyári olimpiai játékokon is, ahol 6.6 pontja, 1.4 lepattanója és 0.9 gólpassza volt hét mérkőzésen. Az amerikai csapat aranyérmes lett.

## Magánélet
DeMar DeRozan Frank és Diane DeRozan fia. Mikor gyerek volt, anyját lupusszal diagnosztizálták. Mikor a Raptors játékosa volt, segített felhívni a figyelmet a betegségre, többek között a Lupus Canada partnere is volt.
DeRozan depresszióban szenved. Miután ő és Kevin Love NBA-játékos nyilvánosan megszólaltak mentális helyzetükről, az NBA kötelezővé tette minden csapat számára, hogy a stábjának részeként legalább egy mentális egészséggel foglalkozó szakértőt foglalkoztasson. A duó ezek mellett szerepelt egy közszolgálati közleményben is, amelyet az NBA készített, egy mentális egészséggel foglalkozó program és weboldal elindításakor.
DeRozannak és feleségének, Kiarának két gyermeke van. A 2017–2018-as szezonban szakítottak, de később összeházasodtak.